# Битка на Бзури
Битка на Бзури 11–19. септембра 1939. била је део немачке инвазије на Пољску у Другом светском рату. Две пољске армије, опкољене на граничном фронту, напале су у бок три немачке армије које су напредовале према Варшави. Тешке деветодневне борбе завршене су победом Немаца, а само мали део пољских снага успео је да се пробије до Варшаве.

## Позадина
Током прве недеље немачке инвазије на Пољску, 3 немачке армије (4, 8. и 10. армија) пробиле су до 6. септембра пољски гранични фронт и почеле надирање према Варшави. Тиме су биле угрожене позадина и правци одступања пољских снага, које су се налазиле на северозападном делу пољског граничног фронта. У таквој ситуацији, пољска  Поморска армија (5 пешадијских дивизија и 1 коњичка бригада, под командом генерала Владислава Бортновског) и Познањска армија (генерал Тадеуш Кутжеба са 4 пешадијске дивизије и 2 коњичке бригаде) добиле су 6. септембра наређење од Врховне команде (маршал Едвард Риђ-Шмигли) да се повуку према Варшави. Тим пољским снагама претила је највећа опасност од немачке 8. армије. Командант Познањске армије зато је предложио Врховној команди да пољске снаге нанесу удар откривеном левом крилу немачке 8. армије у рејону Бзуре.

## Битка
Поморска и Познањска армија почеле су 10. септембра офанзиву према југу, појединачним ангажовањем снага општим правцем Кутно - Лођ. Најпре је оперативна група генерала Кнола (14, 7. и 25. пешадијска дивизија и 2 коњичке бригаде) предузела напад у правцу Лођа. Тиме је почела такозвана битка на Бзури, којом је на пољској страни руководио генерал Кутжеба (пољ. Tadeusz Kutrzeba). Наредних дана, од 13. септембра у продужењу левог крила Оперативне групе, уведене су у борбу 4, 16. и 26. пешадијска дивизија, а затим 15. и 27. пешадијска дивизија.
Иако су Пољаци постигли извесне успехе у прва три дана борби, нису се могли пробити, јер су Немци брзо концентрисали јаке снаге у рејону Кутна и 13. септембра отпочели концентричне нападе ради уништења окружених пољских снага. Пољаци су пружали огорчен отпор и посебно ноћним нападима наносили непријатељу знатне губитке. У врло жестоким борбама обруч око окружених пољских снага постепено се сужавао, а покушаји пробоја из окружења према југу, а затим према југоистоку, нису успели. Деловима пољских снага који су се налазили у рејону Висле успело је да се пробију на источну обалу Бзуре, али Немци су против њих ангажовали две оклопне дивизије.
Генерал Кутжеба са штабом, две коњичке бригаде и деловима 15. и 25. пешадијске дивизије успео је да се пробије, и да кроз шумовито и мочварно земљиште избије до Варшаве. Те снаге реорганизоване су и узеле су потом учешће у одбрани Варшаве. Преостале опкољене пољске дивизије, међу којима се налазио и командант Поморске армије генерал Бортновски (пољ. Władysław Bortnowski), и поред јаког авијацијског и артиљеријског бомбардовања, одбијале су немачке нападе до 19. септембра, а затим су, пошто су остале без муниције и хране, капитулирале. Немци су у рејону Кутна до 21. септембра заробили око 170.000 пољских војника.